# Hồ Tekapo
Hồ Tekapo ở Quận Mackenzie, Canterbury, Đảo Nam là hồ lớn thứ hai trong ba hồ nước chạy song song từ Bắc tới Nam dọc theo rìa phía bắc của lưu vực sông Mackenzie ở đảo Nam của New Zealand (những hồ khác là Hồ Pukaki và Ohau). Hồ này nằm ở độ cao 700 mét (2.300 ft) so với mực nước biển và có diện tích 83 km2 (32 sq mi). Tekapo mang vẻ đẹp tạo thành bởi những rặng núi tuyệt đẹp, hồ nước xanh màu ngọc lam và một nhà thờ nhỏ đẹp quyến rũ bên bờ hồ.
Hồ được cung cấp nước từ sông Godley có thượng nguồn ở phía Bắc của dãy núi Alpes Nam. Hồ nước này là một điểm du lịch phổ biến, một số khách sạn và khu nghỉ mát có mặt tại thị trấn Hồ Tekapo ở cuối phía nam của hồ. Các khu vực xung quanh tạo thành Công viên Hồ Tekapo được quản lý bởi cơ quan Môi trường của vùng Canterbury. Vào những tháng cuối năm, khung cảnh tại đây càng rực rỡ và quyến rũ bởi những sắc màu rực rỡ của loài hoa Lupinus polyphyllus khiến nó trở thành địa điểm hấp dẫn các nhiếp ảnh gia từ khắp nơi trên thế giới.
Một đài quan sát thiên văn đặt tại núi John ở phía bắc của thị trấn, và phía nam của một hồ nước nhỏ hơn gần đó có tên là Alexandrina.

## Thủy điện
Dòng chảy ban đầu của nó nằm ở cuối phía nam, đổ vào sông Tekapo. Tuy nhiên, vào năm 1938, người ta tiến hành xây dựng một nhà máy điện, dự kiến sẽ được hoàn thành vào năm 1943. Nhưng dự án bị tạm dừng bởi cuộc chiến tranh năm 1942. Đến năm 1944, việc xây dựng mới được tiếp tục, hoàn thành vào năm 1951 và nhà máy điện đó hiện nay được gọi là "Tekapo A".
Nước từ hồ được chuyển qua 1,4 km (4.600 ft) đường hầm của nhà máy để tạo ra điện, sau đó đổ trở lại vào dòng sông. Với sự phát triển của các công trình thủy điện Thượng Waitaki vào những năm 1970, nước được đưa qua 26 km (16 dặm) kênh dẫn để tới Tekapo B trên bờ Hồ Pukaki.
Vào năm 1986, một Tua-bin Cáp-lăng mới đã được lắp đặt giúp hoạt động có hiệu quả hơn và sản lượng cao hơn (42 000 HP) so với Tua-bin cũ. Ngày nay, các nhà máy điện sản xuất trung bình 160 GWh mỗi năm.
Trong năm 2008, hai trạm thủy điện Tekapo A và B đã được tân trang sau khi nâng cấp hai đập Benmore và Waitaki.

## Hình ảnh
|  |  |  |  |

|  |